# Embryologie
 (octobre 2016).
Sa qualité peut être largement améliorée en utilisant un vocabulaire plus directement compréhensible.
L'embryologie est une discipline scientifique qui englobe la description morphologique des transformations de l'œuf fécondé, le zygote, en organisme (embryologie morphologique) et l'étude de leur déterminisme (embryologie causale). « L'embryologie causale » est plus couramment désignée, depuis les années 1990 et l'avènement de la génétique moléculaire, par le terme de « biologie du développement » qui inclut aussi l'étude du développement post-embryonnaire.
On peut diviser la formation embryonnaire (ou embryogénèse) en trois stades :
1. le clivage, ou segmentation ;
2. la gastrulation ;
3. l'organogénèse.

L'organogénèse, commune à tous les organismes, comporte plusieurs sous-étapes comme la neurulation ou la métamérisation, qui se déroulent parfois en même temps.
La tératologie est l'étude des anomalies de l'embryon et du fœtus.

## Histoire de l'embryologie
Le modèle actuel du développement de l'embryon repose sur l'épigenèse qui stipule que celui-ci se développe de manière de plus en plus complexe en rapport direct avec son environnement. Au XVIIIe siècle, elle a été opposée à la théorie de la préformation qui voit l'embryon comme un être vivant « miniature » où tous les organes sont déjà présents.
Il faut attendre le début du XIXe siècle et Karl Ernst von Baer (1792-1876) pour entrer véritablement dans l'embryologie moderne. Alors professeur à l'université de Königsberg, von Baer élabore entre 1819 et 1834 les travaux d'embryologie qui établiront sa notoriété à partir de l'étude de mammifères.
Sa découverte la plus célèbre est celle de l'ovule, jusque-là confondu avec le follicule ovarien, chez les mammifères en 1827, venant après la mise en évidence, en 1824, du rôle fécondant des spermatozoïdes par Jean-Louis Prevost (1790-1850) et Dumas (1800-1884).
Le passage d'une embryologie descriptive à une véritable embryologie comparée est effectuée en 1828 par Von Baer. L’embryon est formé de trois feuillets à partir desquels se forment ultérieurement les organes ; les premiers stades sont semblables chez tous les animaux.
Les feuillets embryonnaires sont l'objet de nouvelles découvertes que Von Baer décrit dans son ouvrage Über Entwickelungsgeschichte der Thiere (1828-1837).
En 1866, Ernst Haeckel introduit la théorie de la récapitulation, aujourd'hui réfutée en grande partie, qui fait le parallèle entre la croissance d'un embryon et l'évolution de son espèce : selon lui, l'ontogenèse suit la phylogenèse. Par exemple, à un certain stade de leur développement, les organes qui formeront les nageoires de l'embryon d'un mammifère marin comme le dauphin présentent une conformation qui rappelle les pattes des animaux terrestres. Cette observation coïncide avec l'existence d'un ancêtre terrestre.

## Embryogenèsed'une espèce animalechordée
Lorsque le spermatozoïde féconde l'ovocyte, le développement de l'œuf en animal commence.
Ce développement se déroule en cinq grandes étapes : la segmentation, la gastrulation, l'organogenèse (comportant les phénomènes de délimitation, neurulation et métamérisation) et l'histogenèse.
1. La segmentation : première phase du développement embryonnaire caractérisée par une suite de divisions rapides et rapprochées, à interphases très courtes. Ces divisions, qui sont en fait des mitoses singulières, fragmentent l'œuf en un ensemble de cellules nommées blastocytes - ou blastomères, dont la taille diminue à mesure des clivages. 
La segmentation n'engendre pas l'accroissement du diamètre de l'œuf, qui garde ainsi le même volume, et s'achève au stade morula.
2. La gastrulation : mise en place dans l'embryon du disque embryologique tridermique équivalant aux trois feuillets fondamentaux (ectoderme, mésoderme et endoderme qui chez l'homme apparaissent dès la 3e semaine de développement), et de la chorde (structure médiale de l'embryon, inductrice primaire de beaucoup d'éléments, comme le tube neural, ou le gril costal. Elle est transitoire et donnera un vestige chez l'adulte : le nucleus pulposus). Ils dérivent des deux feuillets éphémères (épiblaste et hypoblaste) dont vont dériver les futurs organes.
3. La neurulation : mise en place des ébauches neurales. L'embryon qui en est le siège est la neurula. C'est une phase caractéristique des chordés qui correspond à l'enroulement et à la soudure des bords externes de la gouttière neurale. La neurulation primaire aboutit à la formation du tube neural et de l'ampoule neurale, premières ébauches du système nerveux central. La neurulation secondaire aboutit à la formation du reste du système nerveux (filum terminale, etc.)
4. La métamérisation : fragmentation ou bourgeonnement du mésoblaste. Dans la jeune neurula, les lames mésodermiques gauche et droite s'étendent de manière continue d'un bout à l'autre de l'embryon. Ces lames vont se découper en une série de segments successifs.
ex. : chez les vertébrés la métamérisation engendre les somites et les vertèbres.
5. L'histogenèse : formation des tissus par différenciation des cellules embryonnaires.
Il y a donc formation de tissus par transformation des ébauches embryonnaires.
Les grands types de tissus sont : les épithéliums (avec tissus glandulaires), les tissus musculaires, les tissus nerveux, les tissus conjonctifs (dont les tissus osseux, le tissu sanguin, les tissus conjonctifs communs, etc.).

## Embryogenèse de l'échinoderme

### Fécondation
L’œuf est libéré par la femelle et fécondé au stade de deuxième division de méiose.
La fécondation est le stade qui précède l’ontogenèse qui elle-même est le phénomène étudié en biologie du développement. La fécondation est par définition la fusion des gamètes qui sont chez cette espèce libérés dans le milieu aquatique. Suit l'amphimixie qui est l'accolement des pronoyaux sans fusion sous le contrôle des centrioles distal et proximal (originaires du spermatozoïde). Dès lors commence la segmentation de l'animal.

### Clivage

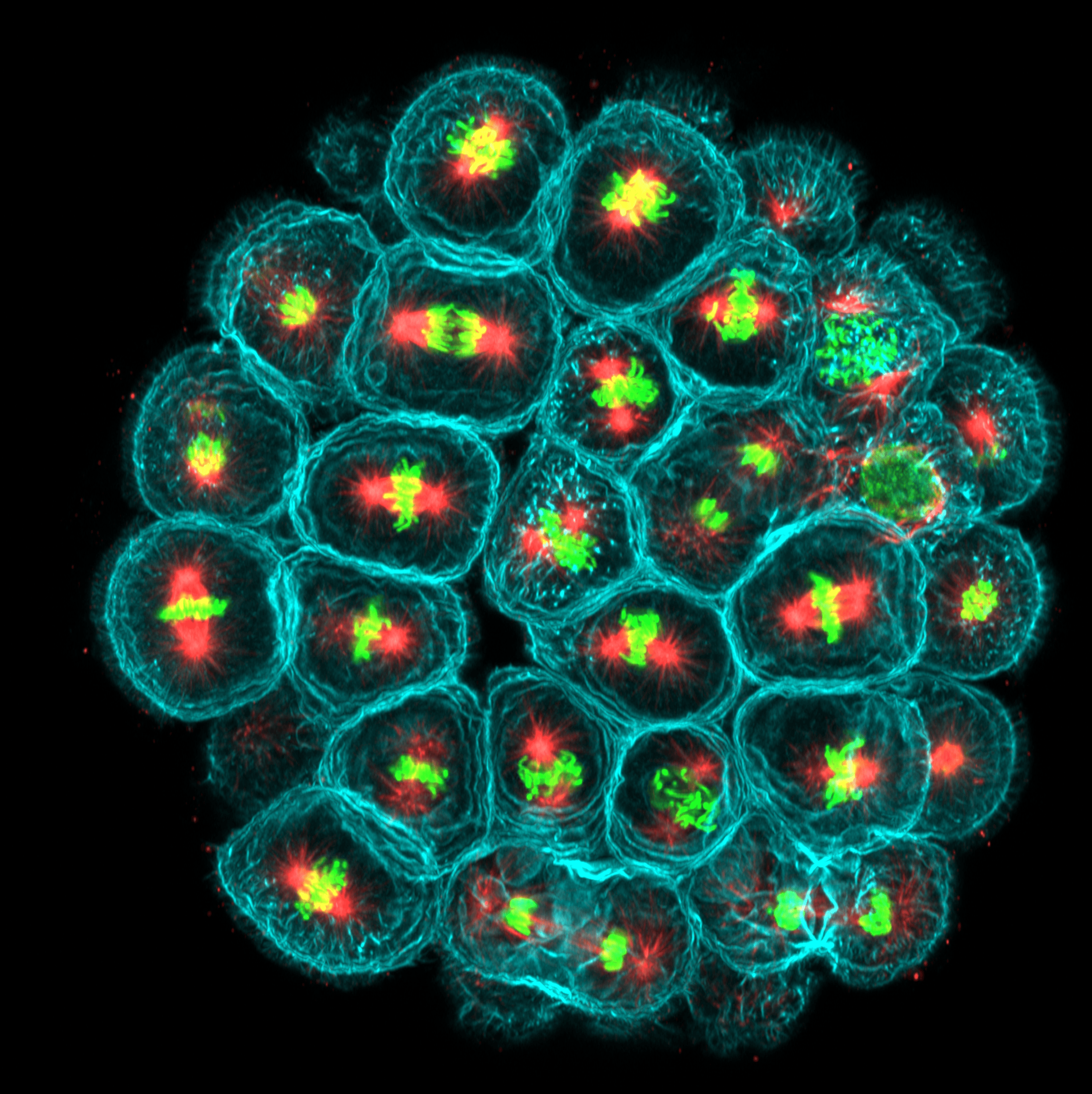
Embryons d'oursin.

Le clivage est qualifié de pseudoholoblastique car la division de l'embryon se fait de façon proportionnée durant les premières phases de segmentation de l'animal puis de façon inégale à partir du stade 32 blastocystes. Dès lors on peut différencier les différents blastocystes par leurs tailles; ils sont nommés macromères au pôle végétatif et micromères, de plus petite taille, au pôle animal. L'embryon passe ensuite par le stade de morula (qui est ici une cœloblastula).

### Gastrulation
Cette phase de l'ontogenèse aboutit à la formation des trois feuillets embryonnaires (chez les organismes triploblastiques comme l'échinoderme). Elle aboutit à la formation d'une gastrula qui possède par définition un archentéron permettant le commencement de la phase suivante de développement embryonnaire.

### Organogenèse
L'organogenèse est le processus de formation des organes à partir des trois feuillets embryonnaires fondamentaux (ectoderme, endoderme et mésoderme). Elle se fait chez l’échinoderme par invagination de la plaque primaire afin de former l'archentéron. Étant un être deutérostomien Ce premier orifice formé deviendra l'anus chez l'adulte. Lors de cette embolie est formé le squelette de l'animal (formé de spicules) à partir de mésenchyme primaire, ainsi que du mésenchyme secondaire. Puis le fond de l'archentéron va fusionner avec la plaque stomodéale du côté du pôle buccal de l'animal ce qui formera plus tard la bouche. Ainsi le tube digestif (qui s'étend de la bouche à l'anus) est formé. L'Organisme obtenu est une larve appelée pluteus qui subira la métamorphose, processus de transformation post-embryonnaire, pour former un organisme épithélioneurien comme l'étoile de mer ou encore l'oursin.

## Addendum Mammifères
Le terme d'Addendum Mammifères (ou Annexes embryonnaires) désigne les organes utilisés lors de l'embryogenèse et ne perdurant pas à l'âge adulte. Parmi ces annexes embryonnaires on peut citer le placenta (qui reste sans doute la plus communément connue) ou encore le diverticule allantoïdien. Elles ont un rôle prépondérant dans la distribution ou le stockage de réserves nutritives ou encore dans le recyclage des urines comme chez Gallus domesticus.

### Types de placenta
On divise les placentas en deux ordres qui sont les décidués et les indécidués. Ces deux ordres sont divisés en deux types de placentation. On peut les lister ainsi :

#### Indécidués

##### Epithélio-chorial
Dans ce cas le placenta est qualifié de placenta diffus. Comme son nom l'indique les barrières histologiques entre mère et embryon sont au nombre de trois :
1. Épithélium ;
2. Conjonctif ;
3. Endothélium.

Les pachydermes, cétacés, équidés et suidés possèdent ce type de placenta.

##### Conjonctivo-chorial
Dans ce cas-ci le placenta traverse l'épithélium et se retrouve au sein du conjonctif maternel. On qualifie la placentation de cotylédonaire du fait de sa morphologie. Les ruminants possèdent ce type de placentation.

#### Décidués

##### Endothélio-chorial
Le capillaire embryonnaire est en contact avec l'endothélium maternel (qui constitue les vaisseaux sanguins situés à la périphérie du placenta). On qualifie ce placenta de zonaire. Il est présent chez tous les carnivores.

##### Hémo-chorial
Les contacts entre l'embryon et la mère est fait par des lacs sanguins qui permettent l'alimentation de l'embryon. Le placenta est alors qualifié de discoïdal. Les insectivores, chiroptères, rongeurs et primates (et donc humains) possèdent ce type de placentation.